# Fugu orbimaculatus
Fugu orbimaculatus és una espècie de peix de la família dels tetraodòntids i de l'ordre dels tetraodontiformes.
És un peix d'aigua dolça, de clima tropical i demersal que es troba a Àsia: la Xina. És inofensiu per als humans.